# Рыков, Константин Игоревич
Константи́н И́горевич Ры́ков (род. 27 мая 1979, Москва) — российский интернет- и медиа-продюсер, основатель ряда сетевых СМИ и сети эротических сайтов, издатель. Депутат Государственной думы V созыва (фракция «Единая Россия»).

## Учёба и бизнес
Учился в Суриковской академии. Окончил Российскую экономическую академию им. Г. В. Плеханова.
В 1995 году по программе фонда Михаила Горбачёва «Зеленая планета» ездил в США, где познакомился с интернет-технологиями. Один из идеологов и создателей системы баннерного обмена в рунете. Основатель агентства интернет-рекламы «Авангард», которая в составе коммуникационной группы «Максима» занималась рекламной акцией американской корпорации Intel — «Национальная интернет-премия „Интела“».
Первым бизнес-проектом Рыкова явилось создание эротических баннернообменных сетей. Вслед за тем создал сеть эротических и порнографических сайтов www.erotoman.ru, neznakomka.ru, aramis.ru, dosug.ru, ozornik.ru, popka.ru, persik.ru, stulchik.ru..
В 1998 г. под псевдонимом Джейсон Форис совместно с Егором Лавровым создал «сайт контр-культуры» Fuck.ru, затем ещё ряд контркультурных порталов.
В 1999 году создал студию «Дизайн.нет».
В 2000 году запустил серию «развлекательных» интернет-проектов (Idiot.ru, Preved.ru, Tarakan.ru, neznakomka.ru, aramis.ru), которые были объединены в компанию «Эволюция развлечений», самым известным проектом которой стала онлайн-игра по произведениям Сергея Лукьяненко «Дозоры. Ру», рейдерски захваченная в 2007 г. у разработчиков игры.
Был организатором «Фестиваля любви» (2006), который позиционировался как конкурс на звание «самой красивой девушки русского Интернета».
Один из инициаторов благотворительного сетевого «Движения любви».
В 2003—2005 годах был главой интернет-департамента «Первого канала», который входил в состав аналитической дирекции телеканала (руководитель — Марат Гельман). Участвовал в создании ряда реалити-шоу, в том числе «Фабрики звёзд», «Ночного дозора» и «Последнего героя».
В 2005—2007 годах вместе с писателем Дмитрием Галковским занимался сатирическим проектом «Утиная правда», цель которого заключалась в пародировании проправительственных и псевдоопозиционных изданий. По словам Галковского, «издание никак не цензурировалось. Иногда Рыков просил написать там что-нибудь против Касьянова или Лимонова, мне это было несложно, так как я не выдел какого-то отличия между ними и самим Рыковым».
Учредитель продюсерской компании «Goodoo Media», которая первой стала заниматься интернет-продюсированием и «Издательского дома Константина Рыкова». Создатель ряда электронных СМИ — газет «Дни.ру» (учредитель) и «Взгляд. Ру» (издатель, продюсер), телеканала Russia.ru, а также сетевых журналов «Собственник» и «Глянцевый журнал». Издатель и главный редактор «Буржуазного журнала», выходившего в печати пять лет — с 2004 по 2009 год.
Продюсер фильма «Война 08.08.08. Искусство предательства», посвященного войне в Южной Осетии. Продюсер музыкального проекта «Полит. Техно» (автор — Алексей Вишня) и интернет-игры «Путин-чесс». Основатель медиа-корпорации New Media Stars, которая в 2005 году запустила самую масштабную на тот момент систему баннерного обмена.
За десять лет работы в интернете принял участие в создании более чем двухсот проектов. В одной из статей, говоря об опасностях виртуального мира, признался, что последние 8 лет жизни (то есть с 1998 г.) занимается в основном тем, что смотрит в монитор.
Литературный продюсер романов Сергея Минаева «Духless» и «Media Sapiens». Основатель издательства «Популярная Литература» («Метро 2033», «Завещание ночи», «Маруся»), которое первым на российском книжном рынке стало выкладывать в свободный доступ в интернете тексты своих изданий. Автор идеи литературного сериала «Этногенез».

## Рыков и субкультура «падонков»
«Сайт контр-культуры» Fuck.ru, созданный в 1998 году Рыковым совместно с Егором Лавровым, в значительной степени определил развитие нынешней культуры рунета. Сообщество объединяло таких людей, как LINXY, Franco Nero, Удав, Артемий Лебедев, писатель Сумерк Богов, Максим Кононенко (Mr. Parker), Марат Гельман и другие. Впрочем, Е. Лавров настаивал на своей ведущей роли в проекте: «ФАКРУ, контркультуру, движение падонков, албанский язык и прочее придумал я. Со мной был Linxy, Foris и Sumerk».
По утверждению известного лингвиста, профессора Максима Кронгауза, именно этот проект ввёл в интернет ненормативную лексику: до того в интернете мат был под запретом; на основе этого же ресурса родилась популярная «падонковская» субкультура, известная также как «контркультура». Кронгауз цитирует слова журналиста и свидетеля эпохи Андрея Мальгина, писавшего о сайте: «Это должно было быть место, где разрешалось всё: ругаться матом, оскорблять друг друга, нарушать любые этические нормы. <…> Посетители нового ресурса просто балдели только от того, что тут им за слово из трёх букв ничего не будет. Напротив — чем заковыристее они выматерятся, тем больше одобрительных отзывов получат. И вот началось соревнование: сайт стал чрезвычайно посещаемым, каждый соревновался, кто гаже и цветистей самовыразится». Дизайнеру сайта Дмитрию Белинскому (Linxy) принадлежит основная заслуга разработки языка «падонков», как и сам этот термин.
В 2000 году между Рыковым и Лавровым произошёл конфликт, в результате которого Рыков открыл проект Idiot.ru, на который по его зову и переместились «падонки». Впрочем, когда сайт набрал посещаемость, Рыков, по выражению М. Кронгауза, «кинул» их: закрыл сайт и открыл уже через несколько дней как портал анекдотов, после чего «стал грубо зарабатывать на нём деньги, наплевав на всю „контркультуру“».

## Политическая карьера
Рыков был одним из инициаторов и идеологов кампании «За Путина!» Активно популяризировал лозунг «Слава России!» В августе 2007 года организовал под этим лозунгом предвыборный автобусный тур с известными блогерами.
В августе 2007 года Рыков был включён в предвыборный список «Единой России» из 12 человек, составленный политсоветом партии в Нижегородской области. При этом с самой областью Рыков был знаком плохо, на тот момент посетил только три города: Нижний Новгород, Бор и Кстово. В декабре 2007 года он был избран депутатом Государственной думы V созыва по списку партии «Единая Россия» от Нижегородской области, являлся одним из самых молодых в своём созыве.
В качестве депутата Рыков обещал лоббировать законопроекты, связанные с обеспечением сёл и малых городов России новыми технологиями и подключением к сети Интернет, а также планировал продолжать реализовывать проект «Слава России», направленный на пропаганду в сети Интернет положительного образа Российской Федерации, а также идеологии партии «Единая Россия».
Член комитета Государственной думы по науке и наукоемким технологиям.
После избрание в депутаты Госдумы Рыков развернул в Интернете кампанию в пользу «Единой России», которую журналист и блогер Андрей Мальгин назвал «беспрецедентной». «Блоги „падонков“ и сами „падонковские“ ресурсы, к огромному удивлению их читателей, украсили портреты Путина и лозунги „Слава России“» — отмечал Мальгин.
Считает, что рунет нельзя подвергать масштабной государственной цензуре, в то же время отмечая, что законодательное регулирование в интернете необходимо.
Вместе с однопартийцем Владимиром Мединским выступал модератором круглого стола «Развитие Интернета в период мирового кризиса», организованного партией «Единая Россия» и посвященного вопросам взаимодействия государства и IT-компаний. Во встрече участвовали руководители заметных интернет-проектов и социальных сетей — «Одноклассники.ru», Mail.ru, «Яндекс», «Рамблер», Google, «Лента.ru», «Правда.ru», «Акадо», а также главы интернет-проектов крупнейших информационных агентств и интернет-рекламщиков.
Член комитета государственной поддержки в сфере электронных СМИ Федерального агентства по печати и массовых коммуникациям Российской Федерации.
Во время встречи с президентом Российской Федерации Дмитрием Медведевым поднимал вопрос об авторском праве в интернете, а также сообщил, что сейчас одной из самых актуальных задач является «максимальный перевод всех наших, скажем так, национальных интеллектуальных, литературных достояний в цифровой вид».
Рыков был включён в дополнительный список так называемого президентского кадрового резерва, опубликованный в декабре 2009 года.
В 2011 году создал интернет-движение «ДА» в поддержку президента РФ Дмитрия Медведева.

## Отчёты о доходах
По декларации за 2006 год имел 400 000 рублей общего дохода от работы в «Взгляд.ру», а также московской квартирой площадью 353,2 квадратных метра.
Среди депутатов от Нижегородской области у Константина Рыкова самые высокие доходы за 2010 год — в том году он заработал 8,36 млн руб.

## Скандалы

### Обвинение в незаконной коммерческой деятельности в «Живом журнале»
Дневники Рыкова в «Живом Журнале» были закрыты и удалены 15 ноября 2006 г. после поста под заглавием «Как заработать на ЖЖ? (версия 3.0)Не имей 100 рублей, а имей 100 друзей!» , где автор открыто пропагандировал коммерческий подход к ЖЖ и получение денег за рекламу записей других блогеров. Это был уже третий пост Рыкова на данную тему, по его словам «В своем первом посте я дал примерные тарифы стоимости ЖЖ трафика — доллар за сто френдов. Во втором посте выяснилось, что блогеры-звезды могут продавать ещё и своё имя и это в разы увеличивает их доходы.(…) И самое главное, работать жэжистом можно не выходя из дома, не меняя своего привычного образа жизни. Сказка Жульверна! Разве не об этом восхитительном цифровом будущем вы с вами так долго мечта?» В закрытии его ЖЖ Рыков обвинял руководителя службы блогов компании «Суп» (купившей право на обслуживание кириллического сектора ЖЖ) Антона Носика Последний же заявлял, что Рыков «пытается незаконно заработать в Livejournal» и что агентство Рыкова «New Media Stars» якобы оказывает платные услуги по размещению пиара и рекламы в блогах на Livejournal, приведя имена клиентов и прейскурант (400—500 долларов, по его словам). «И всех этих людей я могу на основании этого прейскуранта лишить регистрации в журнале. Юридически у меня есть на это право» — утверждал Носик.

### Обвинение в рейдерском захвате игры «Дозоры»
Игра «Дозоры», созданная в 2005 г. по мотивам произведений С.Лукьяненко, приносила владельцам до $280 тыс. в месяц. В 2006 г. компания Рыкова «Эволюция развлечений» (в лице по одним данным лично Рыкова, по другим его помощника, гендиректора интернет-газеты «Взгляд» Дмитрия Ицкова) купила 50 % акций. Остальные 50 % акций принадлежали трем физическим лицам — разработчикам игры. 12 сентября 2007 г. в 3 часа ночи на площадку хостинг-провайдера «Мастерхост» пришли люди, которые остановили игру, скопировали все данные и заблокировали доступ к серверам «Дозоров» разработчикам игры. Все акции перешли к Ицкову. Эксперты-юристы, опрошенные газетой «Коммерсантъ», охарактеризовали методы Ицкова-Рыкова как грубую рейдерскую схему 90-х годов, подпадающую под статью УК РФ «мошенничество». В СМИ произошедшее было охарактеризовано как «первый рейдерский захват в Сети». Виртуальные игроки устроили коллективный поход в ЖЖ Рыкова с протестами, однако ни к каким последствиям для Рыкова это не привело.

### Твиты декабря 2011 года
Во время подъёма оппозиционного движения в декабре 2011 года Рыков опубликовал ряд скандальных твитов, один из которых, от 7 декабря 2011 года, получил известность благодаря тому, что его воспроизвел в своем твиттере президент России Дмитрий Медведев: «Сегодня стало очевидно, что если человек пишет в блоге словосочетание „партия жуликов и воров“ он тупо баран еб@ный в рот :)». Хотя твит в микроблоге Медведева просуществовал лишь несколько минут и был спешно уничтожен, скриншот с него широко разошелся и вызвал такой скандал что фамилия Рыкова попала в мировые тренды «Твиттера», а Кремлю пришлось объясняться. По заявлению пресс-службы президента, «некорректный ретвит одной из записей» появился из-за того, что «во время плановой смены пароля сотрудник, отвечающий за техническое сопровождение аккаунта, совершил недопустимое вмешательство в ленту @MedvedevRussia. Виновные будут наказаны».
В других твитах, написанных в те же дни, Рыков выражал намерение оказать вооруженное сопротивление оппозиционным демонстрантам и вступить с ними в смертельную схватку:«Хочу завтра умиреть за Россию»(орфография оригинала сохранена) «Посчитал патроны. Три магазина. Заберу с собой человек 30 либералов. Слава России». «Интересно, что будут делать завтра либералы, когда мы выйдем на улицу с оружием. Куда они смогут убежать». Хотя в итоге Рыков так никуда и не вышел с оружием в руках, эти твиты дали основание спецкору «Новой газеты» Иреку Муртазину подать на него заявление в Генеральную Прокуратуру, обвинив в угрозе убийством, экстремизме и разжигании социальной розни. Заявление последствий не имело.

### Вилла
26 августа 2014 года Фонд по борьбе с коррупцией Алексея Навального опубликовал расследование, согласно которому Рыков вместе со своими родителями владеет виллой на Лазурном Берегу Франции стоимостью 2 миллиона евро и при этом является французским фискальным (налоговым) резидентом. Навальный иронически сопоставлял эти факты с антизападной и патриотической риторикой Рыкова.
При этом, согласно официальным данным за 2010 год, предоставленным Рыковым как депутатом Госдумы, у Рыкова не было ни личной машины, ни своего жилья — вообще никакой собственности. Вместе с двумя детьми он проживал в квартире площадью 147 м², предоставленной ему как депутату на правах безвозмездного пользования.

## Семья
Женат, воспитывает дочь и двух сыновей.

## Премии, награды
- Продюсер года по версии Ezhe.ru (2002).
- Премия газеты «Книжное обозрение» «Человек книги» за лучший PR-проект года («Метро 2033») (2008).
- Медаль ордена «За заслуги перед Отечеством» II степени (2008).

## В литературе
Рыков является персонажем четырёх литературных произведений:
- «Два Идиота» Дмитрия Галковского,
- «Сон Темы Лебедева» и «Путин-чесс» Сумерка Богов[52],
- «Патриот» Алексея Колышевского.